# Калигула (фильм)
«Кали́гула» (англ. Caligula) — эротическая историческая драма 1979 года о восхождении и падении римского императора Калигулы. В главной роли снялись Малкольм Макдауэлл, Тереза Энн Савой, Хелен Миррен, Питер О’Тул, Джон Стайнер и Джон Гилгуд.
Автор сценария Гор Видал и режиссёр Тинто Брасс не согласились с внесенными ими существенными изменениями, и Брасс был уволен ещё до начала монтажа. Финансовый продюсер Боб Гуччоне, основатель журнала Penthouse, нанял Джанкарло Луи для съёмок сцен жёсткого секса на этапе постпродакшна, что значительно изменило тон и стиль фильма.
Фильм «Калигула», впервые выпущенный в итальянские кинотеатры в 1979 году, а затем показанный в Америке годом позже, столкнулся с юридическими проблемами и спорами из-за жестокого и сексуального содержания. Различные сокращённые версии были выпущены по всему миру, в то время как его полная версия остаётся запрещённой в нескольких странах. Несмотря на в целом негативный приём, фильм приобрёл известность как культовая классика, обладая значительными достоинствами благодаря своему политическому содержанию и исторической достоверности.
178-минутная версия Ultimate Cut, одобренная Макдауэллом, который всегда считал, что его игра была ограничена в оригинальной версии, и полностью состоящая из новых архивных материалов, не использованных в предыдущем кинотеатральном релизе, была впервые показана на Каннском кинофестивале в 2023 году и получила более лестные отзывы критиков.

## Сюжет
Будущий император Калигула Гай Юлий Цезарь Август Германик (Малкольм Макдауэлл) вступает в борьбу за Римский престол со своим дядей (дедом) Тиберием (Питер О’Тул), действуя лестью и хитростью. Постоянное ожидание расправы со стороны Тиберия окончательно подрывает и без того хрупкую психику Калигулы. Он собственноручно пытается убить Тиберия во время припадка, но, по сюжету, за него убийство совершает префект преторианских когорт Макрон. Калигула становится цезарем после Тиберия. Разгульная жизнь, бессмысленная жестокость, непредсказуемость и массовые конфискации имущества нобилей настраивают против Калигулы его бывших союзников, которые устраивают заговор против него и в самом конце фильма убивают. Второй сюжетной линией является плотская любовь Калигулы и его сестры Юлии Друзиллы. Она умирает незадолго до убийства самого Калигулы. Освободившееся место императора занимает дядя Калигулы, Клавдий, который, по сюжету фильма, является слабоумным и трусливым обжорой, готовым подчиняться любому влиянию.

## В ролях
- Малкольм Макдауэлл — Калигула
- Хелен Миррен — Цезония
- Питер О’Тул — Тиберий
- Паоло Боначелли — Кассий Херея
- Джон Гилгуд — Нерва
- Тереза Энн Савой — Друзилла
- Гвидо Маннари — Макрон
- Джанкарло Бадесси — Клавдий
- Бруно Бриве — Гемелл
- Адриана Асти — Энния Трасилла[англ.]
- Леопольдо Триесте — Харикл
- Джон Стайнер — Лонгин
- Мирелла Д’Анджело — Ливия
- Рик Пэретс — Мнестр
- Паула Митчел — певица в Субуре
- Озириде Певерелло — гигант
- Донато Пласидо — Прокул
- Аннека Ди Лоренцо — Мессалина
- Лори Вагнер — Агриппина

## Факты
- Подлинно порнографические сцены с реальным, несимулированным сексом (продолжительностью 6 минут) лично снял и вмонтировал в ленту продюсер фильма, издатель журнала «Пентхаус» Боб Гуччоне. Сделал он это без ведома главного режиссёра Тинто Брасса, которого к тому моменту Гуччоне как продюсер отстранил от производства фильма[11].
- Шведская мелодик-дэт-метал группа Arch Enemy использовала диалог из фильма в своей песне Rise of the Tyrant с одноимённого альбома 2007 года:
Caligula: I have existed from the morning of the world and I shall exist until the last star falls from the night. Although I have taken the form of Gaius Caligula, I am all men as I am no man and therefore I am a God. I shall wait for the unanimous decision of the senate, Claudius.
Claudius: All those who say aye, say aye.
Caligula: Aye… Aye!
Senators: Aye! Aye! Aye!
Guard: He’s a god now…
- Фильм включён в список запрещённых к распространению в Беларуси[12] и Узбекистане.
- Из-за творческих разногласий главные создатели фильма судились друг с другом. В феврале 1977 режиссер Брасс был уволен продюсером Гуччоне и тут же оформил против него судебный иск. Гуччоне, в свою очередь, подал ответный иск на Тинто Брасса, с которым уже судился сценарист Гор Видал, подавший в суд на обоих.
- Характер фильма не позволял монтировать его в католической Италии, поэтому километры пленки перевезли в Англию. Однако компания Technicolor[en] наотрез отказалась проявлять негатив пленки, сославшись на ее порнографический контент. Продюсер вынужден был продолжить монтаж в Париже, а проявка прошла вообще в Нью-Йорке, куда фильм провозили под другим названием, опасаясь гонений со стороны властей.
- в ночь с 3 на 4 января 2000 года полная версия была показана на канале РТР
- Фильм вместе с фамилией режиссёра упоминается в песне "Офисная" российского исполнителя Михаила Елизарова

## Мнения, критика
Генис, Александр Александрович высказывался: «У меня есть своя теория Калигулы. Мы на нём вымещаем все свои подсознательные комплексы. Например, фильм „Калигула“, знаменитая порно-история, произвел огромное впечатление, потому что изображает человека, который делал всё, что хотел. Вот уже где фрейдизм полный. Я помню, Некрасов сказал: „Теперь я понял, до чего может довести страну тоталитаризм“. Я подумал, что для этого не нужно было смотреть такое кино».